# Естенський замок
Есте́нський за́мок (італ. Castello Estense) — замок в Італії, у місті Феррара. Резиденція Естенського дому, феррарських володарів. Розташований у центрі ренесансного міста. Головна історична пам'ятка краю. Збудований 1385 року на замовлення феррарського маркіза Нікколо II за проєктом архітектора Бартоліно Наварського. Складався з квадратного блоку і чотирьох башт. Суттєво перебудований 1544 року архітектором Джироламо да Карпі й зберігся до нині у такій формі. 1860 року викуплений Італійським королівством. Сильно постраждав під час Другої світової війни, але був капітально реставрований 1946 року. Перетворений на музей. Частково пошкоджений землетрусом 2012 року. Належить до об'єктів Світової спадщини ЮНЕСКО як частина історичного центру Феррари.

## Назва
- Естенський замок (італ. Castello Estense) — від назви Естенського дому — замовників і володарів замку.
- Святомихайлівський замок (нім. Castello di San Michele) — від імені святого архангела Михаїла.

## Музей
Всі приміщення замку вільні для відвідування, в деяких залах відбуваються художні виставки.
У ставку побіля замку розводять рибне господарство.

## Галерея

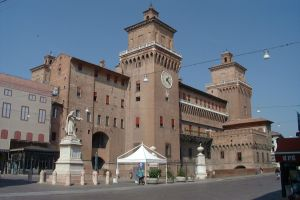
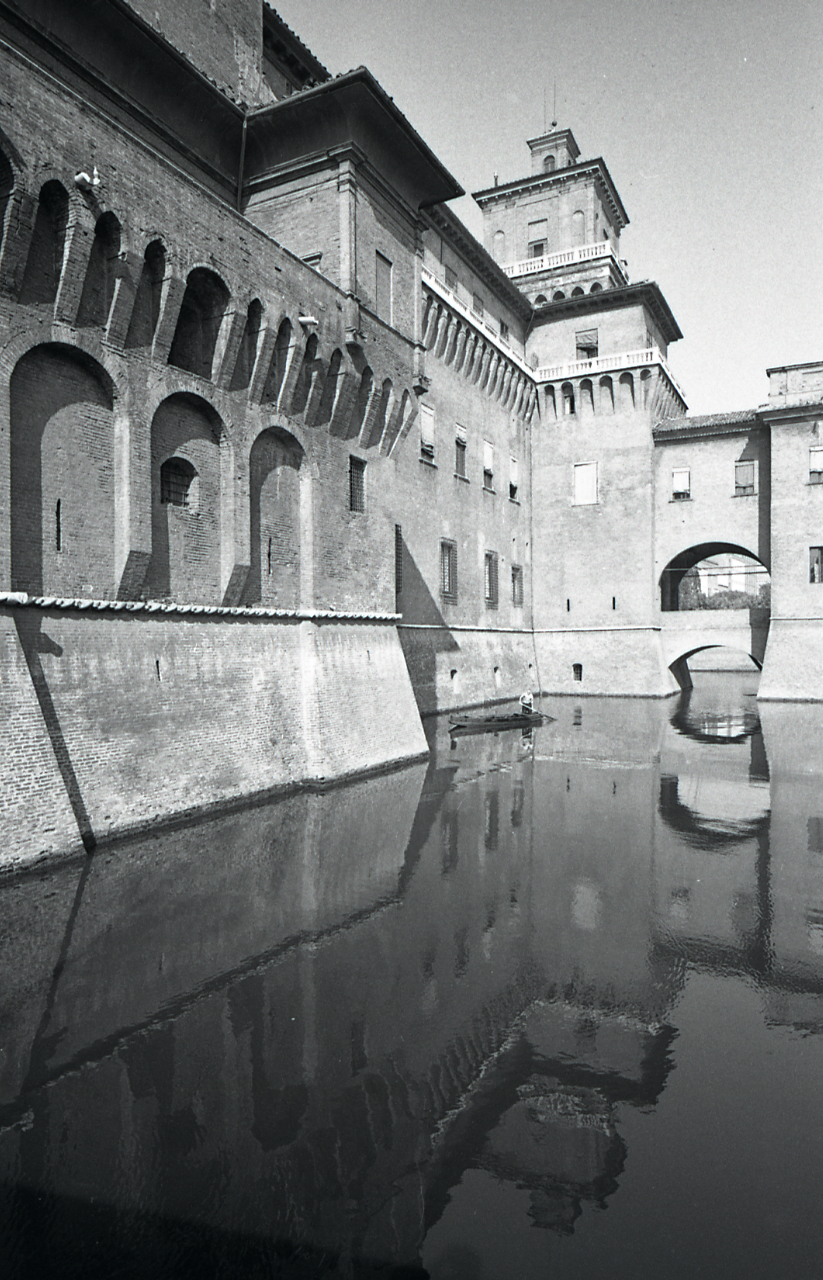
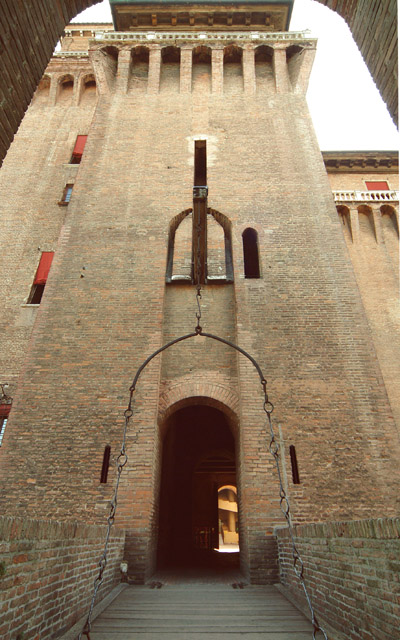
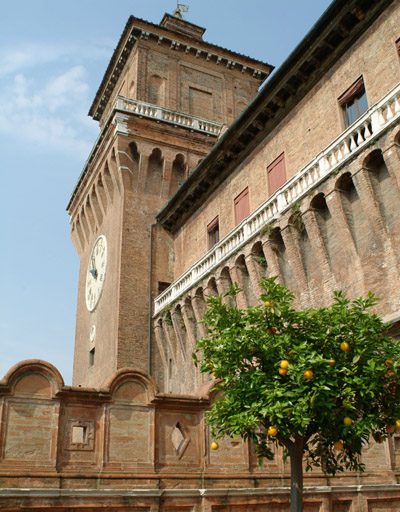
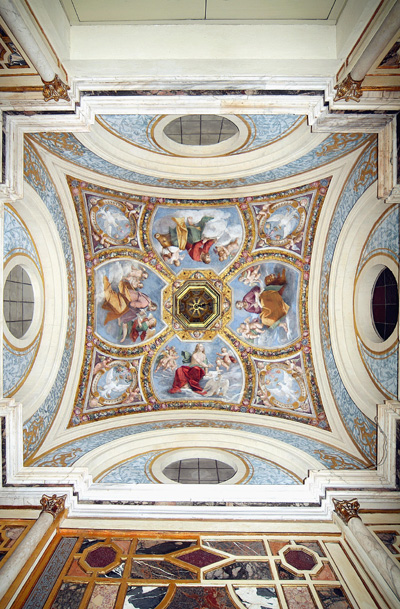